# Léon-Antoine Bekaert
Léon-Antoine Bekaert, né le 9 décembre 1891 à Zwevegem et mort dans cette commune le 19 décembre 1961, est un politicien et industriel belge, membre du parti social-chrétien (PSC-CVP). Il est le premier président du groupe de pression et syndicat patronal UNICE (qui sera ensuite renommé BusinessEurope), de 1958 à 1961.

## Biographie
Léon Antoine Charles Joseph Beckaert, né le 9 décembre 1891 à Zwevegem, est le fils de Leander Bekaert, fondateur du groupe familial Bekaert en 1880 et bourgmestre de Zwevegem. Il a épousé Elisabeth Velge qui lui a donné plusieurs enfants.
Il obtient un diplôme de docteur en droit de l'Université catholique de Louvain. Il prend la succession de son père Leander Beckaert à son décès en 1936. Il fait passer l'entreprise familiale Tréfileries Léon Bekaert, créée en 1935 à Zwevegem (production de fil d'acier) au stade d'entreprise internationale sous le nom de Bekaert. Son fils Antoine Bekaert et son beau-fils Marc Verhaeghe de Naeyer lui succèdent à la tête de la société Beckaert.
Il est président de la Ligue des employeurs chrétiens (1934-1961) et président de la Ligue belge de l'industrie métallurgique (Fabrimetal) de 1946 à 1953, après quoi il a accepté la présidence de la Fédération des entreprises de Belgique. De 1926 jusqu'à sa mort, il est bourgmestre de Zwevegem et de 1938 jusqu'au début de 1961 il est régent de la Banque nationale de Belgique. En 1958, il est l'un des cofondateurs du secrétariat international permanent de l'UNIAPAC à Bruxelles, avec Peter H. Werhahn (de) et Giuseppe Mosca, qui en devient le Président.
Après la Seconde Guerre mondiale, il est un des actionnaires principaux du journal De Nieuwe Standaard, qui a pris la succession du De Standaard qui a été suspendu.

## Hommages et distinctions
Il est fait docteur honoris causa de l'Université Laval au Québec.
Les distinctions suivantes lui ont été décernées :
- Grand officier de l'ordre de la Couronne (Belgique).
- Chevalier de l'ordre de Léopold (Belgique).
- Chevalier de l'ordre de Léopold II (Belgique).
- Croix de guerre 1914-1918 (Belgique).
- Commandeur de l'ordre de Saint-Grégoire-le-Grand (Vatican).
- Commandeur de l'ordre de Saint-Sylvestre (Vatican).
- Commandeur de l'ordre d'Orange-Nassau (Luxembourg).